# 대한민국 헌법 제5호
대한민국 헌법 제5호(大韓民國憲法第五號)는 대한민국 헌법 제4호의 일부 조항이 개정된 헌법이다. (대한민국 헌법을 제정한 이래로 4번째로 개정한 헌법이다.)

## 개헌 과정
3·15 부정선거의 주모자와 4·19 혁명의 전후에 있었던 일련의 시위에서 군중들을 살상한 관련자를 처벌하라는 요구는 점점 강해졌고, 1960년 10월 11일에는 학생들이 국회의사당을 점거하고 민주반역자를 처벌하는 특별법의 제정을 호소하였다. 이에 10월 17일, 민의원에는 헌법 부칙에 특별처벌법의 제정 근거를 마련하는 것을 목적으로 하는 개헌안이 제출되어, 11월 29일 반민주행위 처벌을 목적으로 하는 소급입법의 근거가 되는 제4차 헌법개정이 이루어졌다.

## 주요 내용
헌법 부칙에 헌법 시행 당시의 국회가 3·15 부정선거에 관련된 자와 그에 항의하는 국민에 대해 살상 기타의 행위를 한 자를 처벌하거나, 특정한 지위에 있음을 이용하여 1960년 4월 26일 이전에 반민주행위를 한 자의 공민권을 제한하기 위한 특별법을 제정할 수 있다고 명시하였다. 또한 1960년 4월 26일 이전에 지위 또는 권력을 이용해 부정한 방법으로 재산을 축적한 자에 대한 행정·형사상의 처리를 위한 특별법을 제정할 수 있다는 내용을 추가하였다. 이를 위해 특별재판소와 특별검찰부를 둘 수 있다고 규정하였다.
이는 모두 소급 입법에 의하여 조치하는 내용으로, 위헌 여부에 대한 논란이 있었다.

## 참고 자료
- 계희열, 《헌법학 상 (신정 2판)》, 박영사, 2005.
- 김철수, 《한국헌법사》, 대학출판사, 1988.
- 권영설, 〈한국헌법 50년의 발자취〉, 《헌법학연구》 제4집 1호, 1998, pp. 7~28.

## 같이 보기
- 3·15 부정선거
- 대한민국 제2공화국
- 이승만